# 902
902 (CMII) fue un año común comenzado en viernes del calendario juliano, en vigor en aquella fecha.

## Acontecimientos
- Los musulmanes terminan la conquista de Sicilia.
- Batalla del Holme.

## Fallecimientos
- 13 de diciembre - Æthelwold de Wessex